# Drużynowe Mistrzostwa Świata Par Strongman 2005
Drużynowe Mistrzostwa Świata Par Strongman 2005 – doroczne, drużynowe zawody siłaczy, rozgrywane w zespołach złożonych z dwóch zawodników, reprezentujących ten sam kraj.
Data: 12 czerwca 2005 r.

Miejsce: Poznań  Polska
WYNIKI ZAWODÓW:
| Miejsce | Zawodnicy                             | Kraj              | Punkty |
| ------- | ------------------------------------- | ----------------- | ------ |
| 1.      | Mariusz Pudzianowski, Sławomir Toczek | Polska            | 63     |
| 2.      | Michaił Koklajew, Elbrus Nigmatullin  | Rosja             | 50     |
| 3.      | Rolands Gulbis, Raivis Vidzis         | Łotwa             | 41     |
| 4.      | Steve Bourgeois, Jessen Paulin        | Kanada            | 33     |
| 5.      | Jim Glassman, Odd Haugen              | Stany Zjednoczone | 32     |
| 6.      | Wiktor Jurczenko, Roman Nowik         | Ukraina           | 30,5   |
| 7.      | Ralf Ber, Hubert Dörer                | Austria           | 24,5   |
| 8.      | Raymon Merckx, Senny Schonewille      | Holandia          | 14     |